# Malahide Cricket Club Ground
Das Malahide Cricket Club Ground, auch bekannt als The Village, ist eine Cricket-Spielstätte in Malahide, Irland. Es befindet sich in den Ausläufern des Malahide Demesne Regional Park, der das Malahide Castle umgibt.

## Kapazität & Infrastruktur
Die Spielstätte hat keine fest installierten Tribünen, sondern bietet den Zuschauern erhöhte Lagen um das Spielfeld herum zum Zuschauen an. Durch temporäre Tribünen kann bei internationalen Spielen die Kapazität auf 11.500 Plätzen ausgeweitet werden. Die beiden Wicketenden sind das Dublin Road End und das Castle End. Es befindet sich fußläufig zur Bahnstation in Malahide, die dem DART angeschlossen ist.

## Internationales Cricket
Bis 2013 wurde der Malahide Club gelegentlich für Spiele zwischen Nationalmannschaften mit First-Class-Status genutzt, so erstmals 1991 zwischen Irland und Irland. Das erste One-Day International wurde hier im September 2013 zwischen Irland und England ausgetragen, es war das erste offizielle internationale Heimspiel Irlands überhaupt. In der Folge wurde die Spielstätte für zahlreiche ODI genutzt. Als Irland mit Test-Status ausgestattet wurde, wurde der Malahide Club Austragungsort für den ersten Test. Er wurde zwischen dem 11. und 15. Mai 2018 gegen Pakistan ausgetragen. Zunächst wurde geplant am Malahide Club ein permanentes Stadion zu errichten, jedoch wurde im Februar 2018 entschieden dieses an einem Ort zu errichten, dass nicht an einem so sensitiven Ort liegt.